# Segreti e bugie
Segreti e bugie (Secrets & Lies) è un film del 1996 scritto e diretto da Mike Leigh, vincitore della Palma d'oro per il miglior film e del premio per la migliore interpretazione femminile al 49º Festival di Cannes.

## Trama
Londra. Alla morte della donna che l’aveva adottata, Hortense, ventisettenne nera, buoni studi, un lavoro gratificante, va alla ricerca della madre biologica. Questa risulta essere Cynthia, quarantaduenne bianca, single e depressa, che lavora in una fabbrica e che vive in un quartiere popolare insieme con la figlia ventenne Roxanne, con la quale ha seri problemi relazionali.
Hortense contatta la donna, che in un primo momento reagisce con un netto rifiuto. Dopo questo primo momento di smarrimento le due donne si incontrano e cominciano a uscire assieme costruendo pian piano un rapporto affettuoso. 
Cynthia ha anche un fratello, Maurice, un uomo buono e sensibile che subisce le nevrosi della moglie Monica e che proprio a causa della donna si è allontanato dalla sorella. Maurice un giorno si riavvicina alla sorella e la invita a un pranzo che vuole organizzare per festeggiare il compleanno della nipote Roxanne. Cynthia accetta con entusiasmo e chiede di poter portare anche Hortense, spacciandola per una sua collega di lavoro. Arrivato il giorno stabilito, il gruppo si ritrova a casa di Maurice e Monica. Dietro un'apparente allegria serpeggia un forte nervosismo che a un certo punto viene fuori. 
Cynthia rivela che Hortense è in realtà sua figlia avuta ad appena quindici anni e che lei stessa, non avendo visto la neonata dopo il parto, ignorava fosse di colore. Altre rivelazioni seguono tra i parenti presenti.
L’arrivo di Hortense in seno alla famiglia ha provocato un dramma che ha fatto sì che vecchi segreti e vecchie bugie vengano finalmente svelati, permettendo a Cynthia, e con lei a Roxanne, a Maurice e alla moglie di questi, Monica, di chiarirsi e di tornare a vivere nella verità. Cynthia può tornare a casa propria, con le due figlie che cominciano a conoscersi e a stare assieme.

## Produzione
Gran parte della sceneggiatura è stata cambiata durante le riprese: il regista ha lasciato che gli attori improvvisassero, informandoli dello sviluppo della storia man mano che veniva girato il film.

### Riprese
Il ristorante dove Cynthia e Hortense cenano dopo il primo incontro è il "Pasta Plus" situato a Camden, Londra, vicino alla stazione ferroviaria di Euston.

## Riconoscimenti
- 1997 - Premio Oscar
  - Nomination Miglior film a Simon Channing Williams
  - Nomination Migliore regia a Mike Leigh
  - Nomination Miglior attrice protagonista a Brenda Blethyn
  - Nomination Miglior attrice non protagonista a Marianne Jean-Baptiste
  - Nomination Migliore sceneggiatura originale a Mike Leigh
- 1997 - Golden Globe
  - Miglior attrice in un film drammatico a Brenda Blethyn
  - Nomination Miglior film drammatico
  - Nomination Miglior attrice non protagonista a Marianne Jean-Baptiste
- 1997 - Premio BAFTA
  - Miglior film britannico a Mike Leigh e Simon Channing Williams
  - Miglior attrice protagonista a Brenda Blethyn
  - Migliore sceneggiatura originale a Mike Leigh
  - Nomination Miglior film a Mike Leigh e Simon Channing Williams
  - Nomination Migliore regia a Mike Leigh
  - Nomination Miglior attore protagonista a Timothy Spall
  - Nomination Miglior attrice non protagonista a Marianne Jean-Baptiste
- 1996 - Festival di Cannes
  - Palma d'oro a Mike Leigh
  - Miglior interpretazione femminile a Brenda Blethyn
  - Premio della giuria ecumenica a Mike Leigh
- 1997 - Premio César
  - Nomination Miglior film straniero a Mike Leigh
- 1997 - Independent Spirit Award
  - Miglior film straniero a Mike Leigh
- 1996 - Los Angeles Film Critics Association Award
  - Miglior film
  - Miglior attrice protagonista a Brenda Blethyn
  - Migliore regia a Mike Leigh
- 1997 - Satellite Award
  - Nomination Miglior film drammatico a Simon Channing Williams
  - Nomination Migliore regia a Mike Leigh
  - Nomination Miglior attrice in un film drammatico a Brenda Blethyn
- 1997 - Screen Actors Guild Award
  - Nomination Miglior attrice protagonista a Brenda Blethyn
- 1997 - Premio Goya
  - Miglior film europeo a Mike Leigh
- 1997 - Nastro d'argento
  - Migliore regia a Mike Leigh
  - Miglior doppiaggio femminile a Aurora Cancian (Per la voce di Brenda Blethyn)

Nel 1999 il British Film Institute l'ha inserito al 40º posto della lista dei migliori cento film britannici del XX secolo.